# Sikträsket (Jörns socken, Västerbotten)
Sikträsket är en sjö i Skellefteå kommun i Västerbotten och ingår i Byskeälvens huvudavrinningsområde. Sjön har en area på 0,146 kvadratkilometer och ligger 294,1 meter över havet. Sikträsket ligger i Byskeälven Natura 2000-område.

## Delavrinningsområde
Sikträsket ingår i det delavrinningsområde (725308-169218) som SMHI kallar för Utloppet av Garaselet. Medelhöjden är 312 meter över havet och ytan är 11,63 kvadratkilometer. Räknas de 169 avrinningsområdena uppströms in blir den ackumulerade arean 2 315,18 kvadratkilometer. Avrinningsområdets utflöde Byskeälven mynnar i havet. Avrinningsområdet består mestadels av skog (70 procent) och sankmarker (16 procent). Avrinningsområdet har 1,05 kvadratkilometer vattenytor vilket ger det en sjöprocent på 9 procent.